# Lyubinsky (huyện)
Huyện Lyubinsky (tiếng Nga: ? райо́н) là một huyện hành chính tự quản (raion), của Tỉnh Omsk, Nga. Huyện có diện tích 3197 kilômét vuông, dân số thời điểm ngày 1 tháng 1 năm 2000 là 45300 người. Trung tâm của huyện đóng ở Lyubinskyy.